# 莱济尼昂拉塞布
莱济尼昂拉塞布（法語：Lézignan-la-Cèbe，法語發音：[leziɲɑ̃ la sɛb]）是法国埃罗省的一个市镇，属于贝济耶区。

## 地理
莱济尼昂拉塞布（43°29'35"N, 3°26'14"E）面积6.13 平方千米，位于法国奧克西塔尼大區埃罗省，该省份为法国南部沿海省份，南濒地中海，西南接奥德省，西北接塔恩省和阿韦龙省，东北与加尔省接壤。
与莱济尼昂拉塞布接壤的市镇（或旧市镇、城区）包括：卡祖勒代罗、蒙塔尼亚克、尼扎斯、佩兹纳斯。

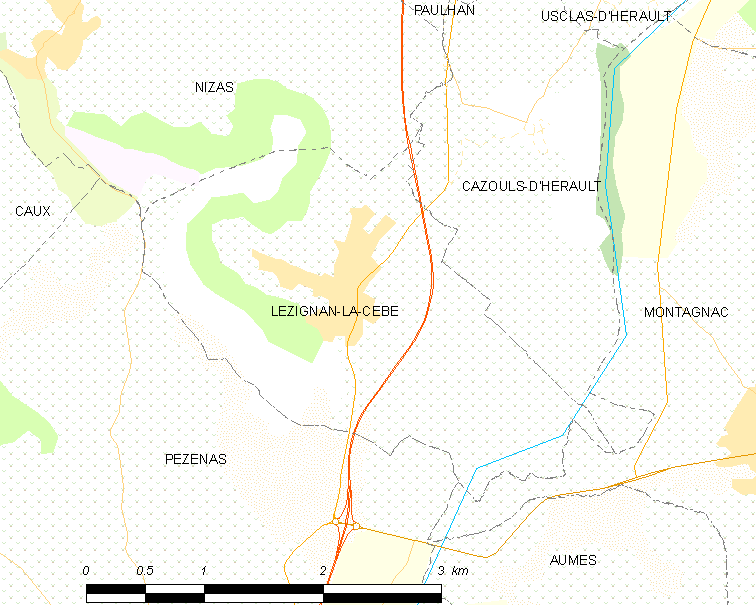
莱济尼昂拉塞布的OSM定位图

莱济尼昂拉塞布的时区为UTC+01:00、UTC+02:00（夏令时）。

## 行政
莱济尼昂拉塞布的邮政编码为34120，INSEE市镇编码为34136。

## 政治
莱济尼昂拉塞布所属的省级选区为梅兹县。

## 人口

1962-2008年间莱济尼昂拉塞布人口变化图示

莱济尼昂拉塞布于2022年1月1日时的人口数量为1569人。